# Brann Stadion
Brann Stadion er et fodboldstadion i Bergen i Norge, der er hjemmebane for Tippeliga-klubben Brann Bergen. Stadionet har plads til 17.900 tilskuere, og er dermed det tredjestørste i Norge. Det blev indviet den 25. maj 1919, og har flere gange været brugt til landskampe af Norges fodboldlandshold.
Bybanen i Bergen har holdeplads med samme navn, tæt på Brann Stadion.